# Аргентинский хохлач
Аргентинский хохлач, или южный тайлфиш (лат. Lopholatilus villarii), — вид лучепёрых рыб семейства малакантовых (Malacanthidae). Морская придонная рыба. Распространена в юго-западной части Атлантического океана у побережья Южной Америки (Бразилия, Уругвай, Аргентина). Максимальная длина тела 107 см. Её охранный статус не оценён, она безвредна для человека и не является объектом промысла. Видовое название дано в честь морского офицера Frederico Otávio de Lemos Villar (1875—1964), который участвовал в научных исследованиях в области рыбного хозяйства у берегов Бразилии.